# خوت
خوت (به ارمنی: Խոտ) یک سکونتگاه مسکونی در ارمنستان است که در استان سیونیک واقع شده‌است. در ۸ کیلومتری جنوب گوریس واقع شده‌است. 

## خصوصیات
خوت ۱۷٫۹۷ کیلومترمربع مساحت و ۹۴۲ نفر جمعیت دارد و در ارتفاع متر بالاتر از سطح دریا قرار گرفته‌است.